# Rachispoda limosa
Rachispoda limosa – gatunek muchówki z rodziny Sphaeroceridae i podrodziny Limosininae.
Gatunek ten opisany został w 1826 roku przez Carla Fredrika Falléna jako Copromyza limosa.
Muchówka o ciele długości od 1,2 do 2 mm. Głowa w widoku bocznym ma wyraźnie wystające za obrys oka złożonego czoło i twarz. Tułów jej cechuje się: pierwszą parą szczecinek śródplecowych skierowaną ku górze i ku linii środkowej śródplecza, nagą tarczką z sześcioma szczecinkami wzdłuż tylnego brzegu, dwiema parami dużych przedszowych szczecinek środkowych grzbietu z mikrowłoskami między nimi oraz jedną parą dużych szczecinek środkowych grzbietu położoną z tyłu od nich. Skrzydła mają szczecinki na pierwszym sektorze żyłki kostalnej 3–4 razy dłuższe niż na drugim jej sektorze. Środkowa para odnóży ma pierwszy człon stopy z długą szczecinką na spodzie, zaś brzuszną stronę goleni pozbawioną szczecinki wierzchołkowej, ale wyposażoną w szczecinkę przedwierzchołkową. Tylna para odnóży ma u samca na spodzie uda krótkie szczecinki nasadowe.
Owad w Europie znany z prawie wszystkich krajów, w tym z Polski. Ponadto występuje w Ameryce Północnej, Afryce Północnej i palearktycznej Azji, na wschód sięgając po Syberię.